# Къпчакски езици
Къпчакските езици са тюркски езици, говорени главно в степната зона на Източна Европа и Средна Азия.
Къпчакските езици включват:
- аралокаспийски езици (Къпчак-Ногай)
  - каракалпакски език — в Северен Узбекистан
  - казахски език — в Казахстан
  - киргизки език — в Киргизстан
  - ногайски език — в Южна Русия
- понтокаспийски езици (Къпчак-Куман)
  - кримчакски език — в Крим и Израел
  - кримскотатарски език в Крим, Турция, Узбекистан и Добруджа
  - караимски език — в Литва
  - карачаево-балкарски език — в Северен Кавказ
  - кумикски език — в Южна Русия
- уралски тюркски езици (Къпчак-Булгар)
  - башкирски език — в Башкортостан
  - татарски език — в Татарстан

### Фонетична характеристика
- Промяна на пратюркско /d/ в /j/ в позиция между гласни (например *hadaq > ajaq „крак, стъпало“)
- В някои къпчакски езици (казахски, киргизки, карачаево-балкарски) има промяна на началното пратюркско *j- в звучна африката *ǯ- (сравни *jetti > ǯetti „седем“). В татарски това явление не е напълно проявено и в това отношение татарският заема междинна позиция между огузките и къпчакските езици.
- Дифтонгизация на крайносричково */g/ и */b/ (сравни *tag > taw „планина“, *sub > suw „вода“)
- Широко-застъпена вокална хармония.